# 1855 في روسيا
فيما يلي قوائم الأحداث التي وقعت خلال عام 1855 في روسيا.

## أحداث
- 8 سبتمبر – معركة مالاكوف

## ظهور
- 1 يناير – رودين رواية من تأليف أيفان تورغينيف.
- 1 يناير – قصص سيفاستوبول

## مواليد

### سبتمبر
- 1 سبتمبر – إينوكيتي أنينسكي

## وفيات

### يناير
- 22 يناير – إيفان ميخائيلوفيتش سيمونوف (مواليد 1794) عالم فلك روسي.

### مارس
- 2 مارس – نيكولاي الأول (مواليد 1796)